# Themus masatakai
Themus masatakai is een keversoort uit de familie soldaatjes (Cantharidae). De wetenschappelijke naam van de soort werd in 2003 gepubliceerd door Okushima.